# جاكلين بوير
جاكلين بوير (بالفرنسية: Jacqueline Boyer)‏ هي مغنية وممثلة فرنسية، ولدت في 23 أبريل 1941 بباريس في فرنسا.

## وصلات خارجية
- جاكلين بوير على موقع IMDb (الإنجليزية)
- جاكلين بوير على موقع ميوزك برينز (الإنجليزية)
- جاكلين بوير على موقع ديسكوغز (الإنجليزية)
- جاكلين بوير على موقع قاعدة بيانات الفيلم (الإنجليزية)